# Лотар фон Грайфенклау цу Фолрадс
Лотар Годфрид Хайнрих фон Грайфенклау цу Фолрадс (на немски: Lothar Godfried Heinrich Freiherr Greiffenclau von Volrads; * 9 септември 1694, дворец Фолрадс, Оещрих-Винкел; † 23 септември 1771, Вюрцбург) от стария благороднически род Грайфенклау в Рейнгау в днешен Хесен, е имперски фрайхер на Грайфенклау-Фолрадс.

## Произход
Той е син на фрайхер Йохан Ервайн фон Грайфенклау цу Фолрадс (1663 – 1727), бургграф на Фридберг, и първата му съпруга фрайин Анна Лиоба фон Зикинген-Зикинген (1666 – 1704), дъщеря на фрайхер Франц фон Зикинген (1629 – 1715) и графиня Анна Маргарета фон Метерних-Винебург-Байлщайн († 1700). По-големият му брат Карл Филип (1690 – 1754) е имперски фрайхер, княжески епископ на Вюрцбург (1749 – 1754).

## Фамилия
Първи брак: на 21 април 1714 г. във Вюрцбург с фрайин Мария Анна Франциска Естер Шенк фон Щауфенберг (* 1 март 1697, Вюрцбург; † 26 август 1723, Вюрцбург), дъщеря на фрайхер Йохан Вернер Шенк фон Щауфенберг (1654 – 1717) и фрайин Мария София Елизабет фон Розенбах (1672 – 1711). Тя умира на 24 години. Те имат шест деца:
- Мария Филипина Франциска фон Грайфенклау-Фолрадс (* 18 февруари 1717, Вюрцбург; † 29 май 1770, Дармщат), омъжена на 17 ноември 1731 г. във Вюрцбург за фрайхер Йохан Фридрих Валентин Антон Цобел фон Гибелщат (* 24 май 1704, Меселхаузен ам Майн; † 16 септември 1776, Меселхаузен ам Майн)
- Йохан Филип фон Грайфенклау-Фолрадс (* 20 май 1718; † 8 декември 1773, Майнц)
- Мария София Терезия фон Грайфенклау-Фолрадс (* 5 октомври 1719, Майнц; † 1781, Майнц), омъжена на 9 юли 1736 г. в Майнц за фрайхер Карл Йозеф Филип фон Бооз цу Валдек-Монфор († 15 февруари 1781, Майнц)
- Лотар Франц Филип Ернст Хайнрих Карл фон Грайфенклау-Фолрадс (* 23 април 1721; † 1 септември 1797, Вюрцбург)
- Вилхелм Кристиан Хайнрих Херман фон Грайфенклау-Фолрадс (* 19 май 1722; † 19 септември 1722)
- Франц Вилхелм Албрехт Фридрих Фердинанд Райхард фон Грайфенклау-Фолрадс (* 1 август 1723; † 30 май 1795)

Втори брак: на 3/4 февруари 1725 в Майнц с фрайин Анна Магдалена Маргарета фон Хоенек (* 1697; † 29 ноември 1768). Те имат десет деца:
- Кристоф Франц Адам Марсилиус Мартин фон Грайфенклау-Фолрадс (* 11 ноември 1725; † 11 юли 1750, Вюрцбург)
- Адолф Карл Филип Хайнрих фон Грайфенклау-Фолрадс (* 23 август 1727; † 11 юли 1796), от 1745 г. кемерер и 1753 г. съветник в Курфюрство Майнц
- Мария Анна Юлиана фон Грайфенклау-Фолрадс (* 21 март 1729; † пр. 5 януари 1785), омъжена за Филип Хайнрих Зигисмунд Франц Фойт фон Залцбург († 1783)
- Фридрих Франц Филип Петер фон Грайфенклау-Фолрадс (* 12 януари 1731; † 17 октомври 1800, Кьолн)
- Мария Терезия Анна Лиоба фон Грайфенклау-Фолрадс (* 7 март 1732), омъжена за фрайхер Йохан Карл Филип фон Вюрцбург († 17 октомври 1769, Падуа)
- Мария Анна София Поликсена Антония фон Грайфенклау-Фолрадс (* 15 март 1733), омъжена за Карл Лудвиг Казимир Вилхелм Грос фон Трокау (* 31 януари 1723; † август 1785)
- Мария Елеонора Амалия София фон Грайфенклау-Фолрадс (* 9 март 1734), омъжена за фрайхер Филип Карл Йозеф Хайнрих Игнац Цобел фон Гибелщат
- Филип Карл Франц Антон Игнац фон Грайфенклау-Фолрадс (* 3 август 1735; † 15 февруари 1823, Вюрцбург), таен съветник и оберамтман, женен за фрайин Елеонора Мария Катарина Волфскеел фон Райхенберг († 26 март 1795)
- Мария Терезия Естер Каролина фон Грайфенклау-Фолрадс (* 24 юли 1737; † 14 юни 1811, Вюрцбург), омъжена за фрайхер Адолф Карл Фридрих Хайнрих Бонифац Йоахим Антон Йозеф фон Хутен цум Щолценберг (* 16 юни 1730, Бамберг; † 19 юни 1764, Вюрцбург)
- Йохан Годфрид Лотар Франц фон Грайфенклау-Фолрадс (* 17 декември 1738; † 22 април 1805)